# Aprostocetus holoxanthus
Aprostocetus holoxanthus är en stekelart som beskrevs av Graham 1991. Aprostocetus holoxanthus ingår i släktet Aprostocetus och familjen finglanssteklar. Inga underarter finns listade i Catalogue of Life.